# اسحاق‌آباد (سقز)
اسحاق‌آباد (سقز)، روستایی از توابع بخش سرشیو شهرستان سقز در استان کردستان ایران است.

## جمعیت
این روستا در دهستان چهل‌چشمه غربی قرار دارد و براساس سرشماری مرکز آمار ایران در سال ۱۳۸۵، جمعیت آن ۳۵۸ نفر (۶۶ خانوار) بوده‌است.